# Ганс Шарун

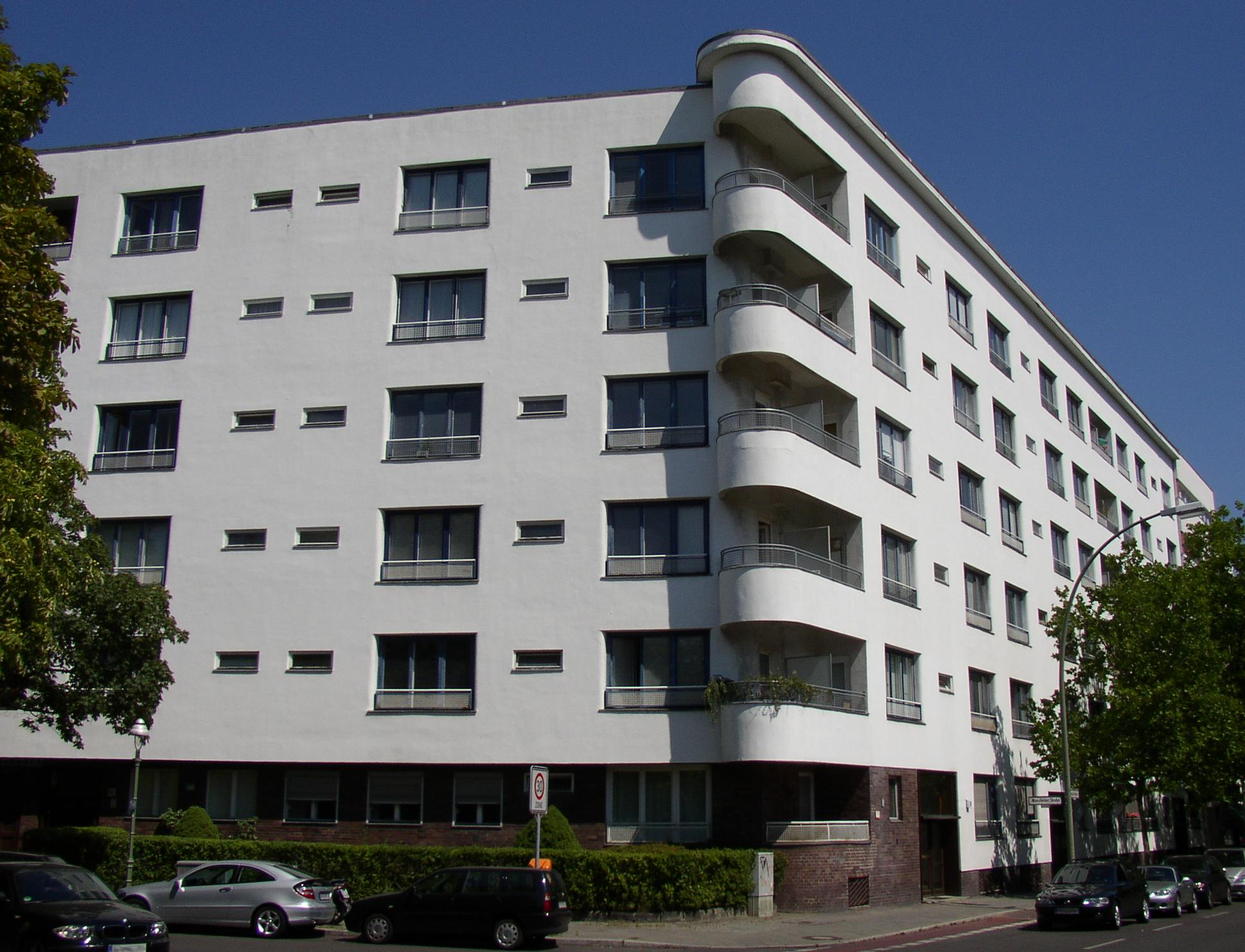
Багатоквартирний будинок на Гогенцоллердамм, 35–36, Берлін-Вільмерсдорф (1929—1930)

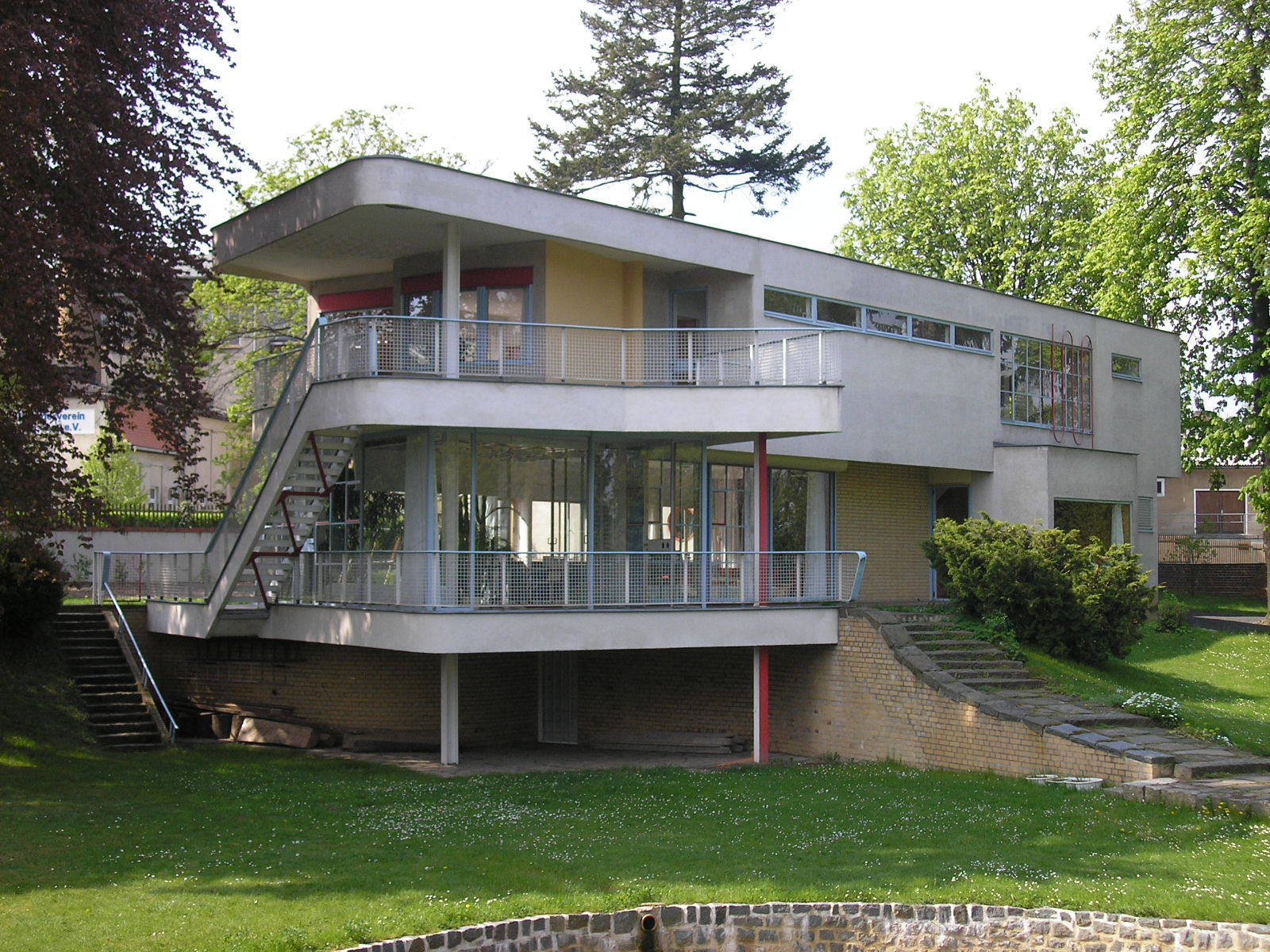
«Будинок Шмінке» в Лебау (1930—1933)

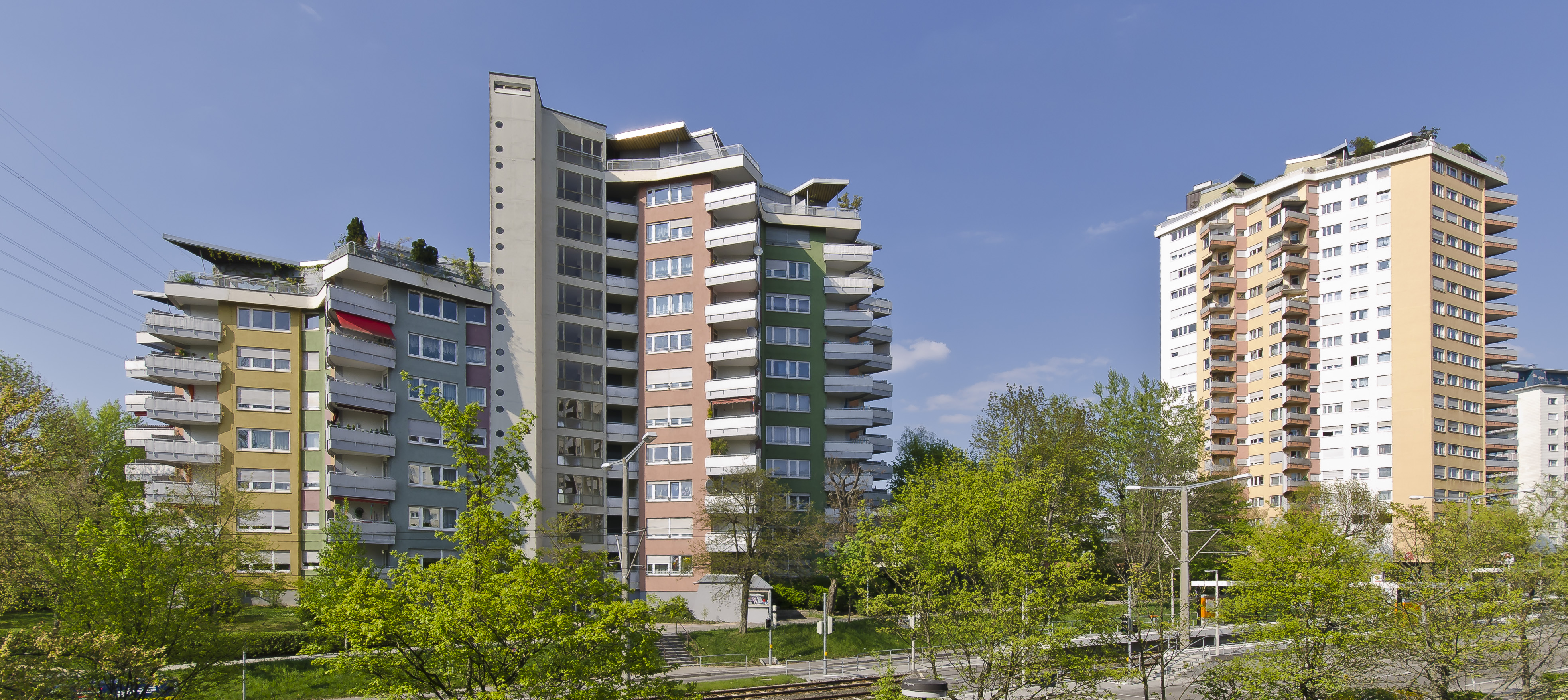
Висотні будинки «Ромео» і «Джульета» в Штутгарті (1954—1959)

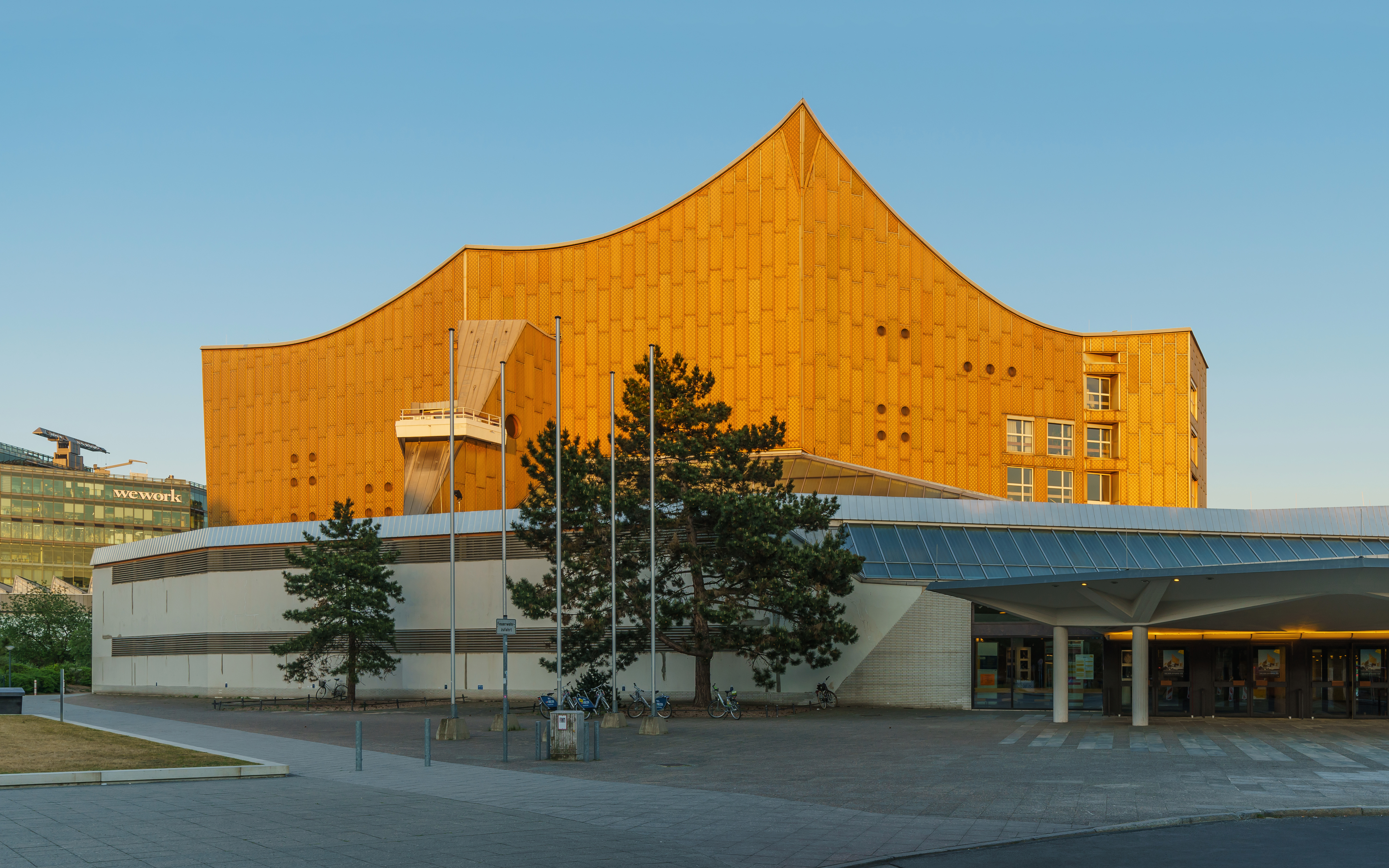
Берлінська філармонія (1956—1963)

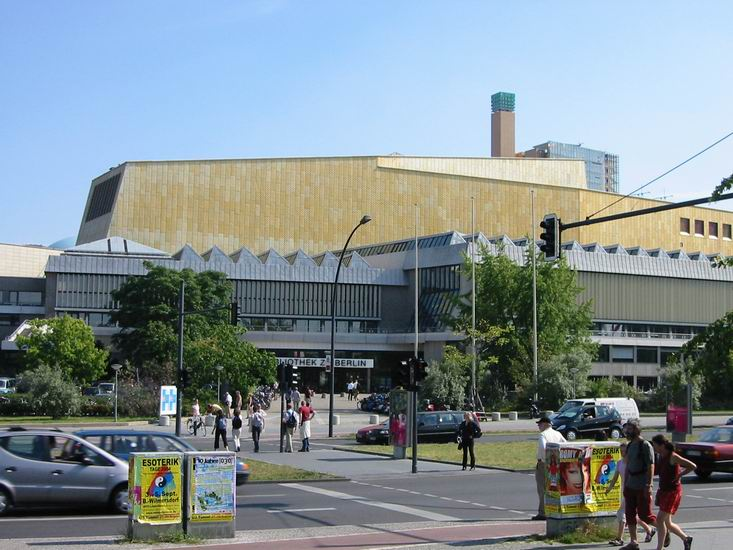
Нове приміщення Державної бібліотеки в Берліні (1964—1978)

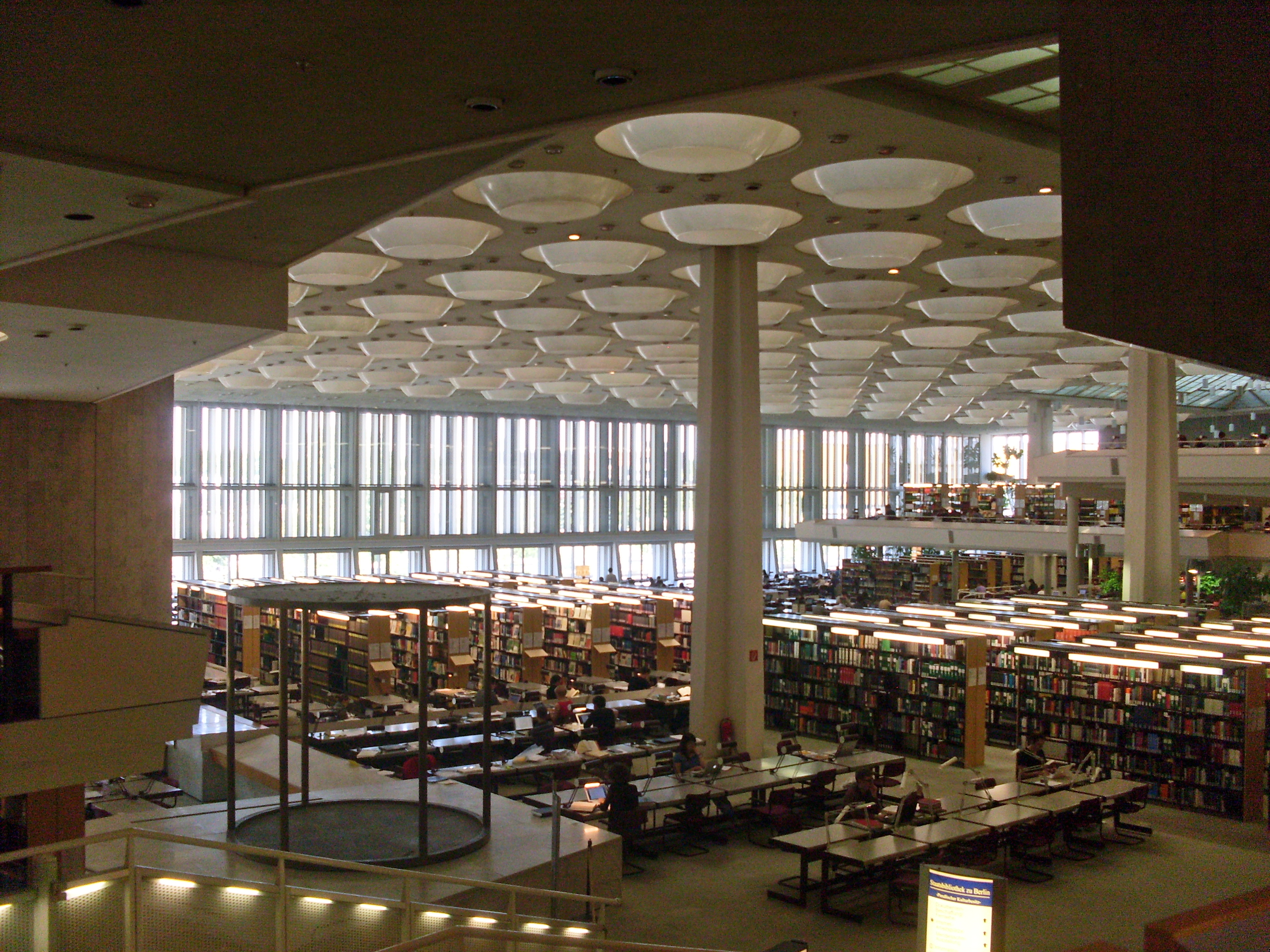
Читальний зал Державної бібліотеки в Берліні (1964—1978)

Бе́рнгард Ганс Генрі Шару́н (нім. Bernhard Hans Henry Scharoun; 20 вересня 1893, Бремен — 25 листопада 1972, Берлін) — німецький архітектор, один з провідних представників органічної архітектури.

## Біографія

### 1893—1924 роки
Після закінчення школи, протягом 1912—1914 років Ганс Шарун вивчав архітектуру у Вищій технічній школі Берліна (в той час Вища королівська технічна школа в Шарлоттенбурзі), проте університет не закінчив. Його інтерес до архітектурі проявився ще в шкільні роки: у 16 років він створив свої перші проекти, у 18 років вперше взяв участь в архітектурному конкурсі на нову церкву в Бремергафені. 1915 року Шаруна призвали до війська, але на фронт він не потрапив, а працював на відбудові зруйнованої Східної Пруссії. Там же після Першої світової війни, в Інстербузі, він заснував власне архітектурне бюро, в якому реалізував декілька своїх проектів та організовував художні виставки, зокрема першу в Східній Пруссії виставку експресіоністської художньої групи «Міст». Зберігся житловий комплекс «Строкатий ряд», єдина його вціліла робота на території колишньої Східної Пруссії (зараз Калінінградська область Російської Федерації).

### 1925—1932 років
1925 року Ганс Шарун отримав професуру в Державній академії мистецтв і ремесел в Бреслау, де викладав аж до її закриття в 1932 році. Ще 1919 року Шарун увійшов у коло архітекторів-експресіоністів «Скляний ланцюг» під проводом Бруно Таута. 1926 року він вступив до архітектурного об'єднання «Кільце» (нім. Der Ring). 1927 року за проектом Шаруна було споруджено житловий будинок в штутгартському виставковому селищі «Вайсенгоф», а наприкінці 1920-х років був реалізований його проект мікрорайону Сіменсштадт у Берліні. Виходячи з теорії Гуго Геринга про «нову архітектуру», Ганс Шарун представляв архітектурний напрямок, що проголосив звільнення від формального «раціоналізму» наперед відомих простих геометричних форм і схем. Його пріоритетом було створення особливого функціонального характеру архітектурної споруди, в якій центральну роль відігравало оформлення соціального житлового простору.

### 1933—1945 років
До моменту приходу до влади націонал-соціалістів Шарун вже вважався надзвичайно успішним і відомим архітектором (зокрема відомість Шаруну приніс «Будинок Шмінке» в саксонському Лебау (1933)). На відміну від багатьох друзів і колег зі «Скляного ланцюга» та «Кільця», які виїхали в еміграцію, він залишився в Німеччині. Протягом наступного десятиліття він будував вілли для вузького кола знайомих та родичів. Зовні Шарун допасовував свої роботи до офіційний приписів націонал-соціалістського режиму, проте внутрішнє планування та оздоблення залишалася типовим для Шаруна. Під час війни Шарун брав участь в усуненні руйнувань від авіанальотів. Свої архітектурні ідеї та погляди Шарун потайки фіксував на численних акварельних малюнках. Створюючи у своїй уяві ці архітектурні споруди, він готував себе до нового етапу своєї творчості після націонал-соціалізму.

### 1946—1972 роки
Після Другої світової війни Ганс Шарун був призначений союзницькою адміністрацією радником з містобудування та керівником відділу магістратури з будівництва та житла. На виставці «Берлін проектує — перший звіт», що проходила в залах ще не знесеного берлінського Міського палацу (Шарун виступав за його порятунок), його «проектний колектив» представив свої ідеї з відновлення Берліна в новому дусі «міського ландшафту». Але ці ідеї не були сприйняті, а перші вибори магістрату позбавили Шаруна його посади.
1946 року Шарун став професором кафедри містобудування архітектурного факультету створеного на базі Вищої технічної школи Технічного університету Берліна.
У повоєнний час Шарун будує багато і різноманітно: комплекс висотних будинків «Ромео» та «Джульєтта» в Штутгарті (1954—1959), гімназія імені брата й сестри Шолль в Люнені (1956-62), знаменитий будинок Берлінської філармонії (1956—1963) та інші. Берлінська філармонія, що вважається одним з найяскравіших архітектурних об'єктів цього роду, була першим концертним залом нового часу, де глядачі розташовувалися по колу, а оркестр і диригент — в центрі зали. Ций принцип організації концертного залу було використано в новоспоруджений концертних залах Лос-Анджелеса, Копенгагена, Парижа, Гамбурга та інших міст. Берлінська філармонія вважається шедевром у творчості Ганса Шаруна.
Будівля посольства Німеччини в Бразилії, споруджена протягом 1963—1969 років, є єдиним творінням архітектора за межами Німеччини.
З 1955 до 1968 року Шарун був президентом Берлінської академії мистецтв (Західний Берлін), а з 1968 року став її почесним президентом.
Помер Ганс Шарун 1972 року в Західному Берліні. Похований на Лісовому кладовищі в берлінському районі Целендорф.

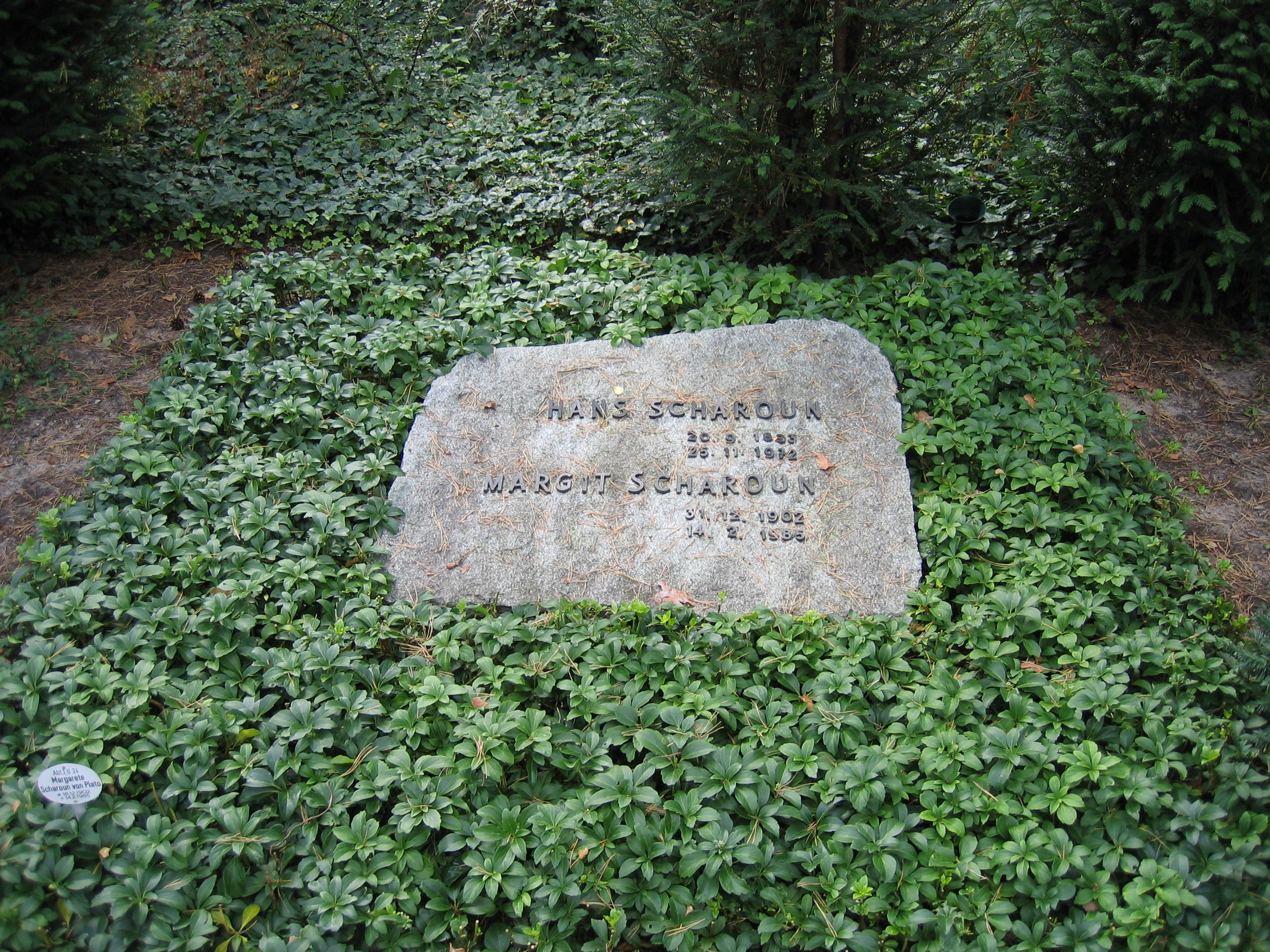
Могила Ганса Шаруна на Лісовому кладовищі в Целендорфі

### Після 1972 року
Кілька відомих робіт Шаруна побачили світ лише після його смерті: будівля Німецького музею судноплавства в рідному місті архітектора Бремергафені, Міського театру у Вольфсбурзі та Державної бібліотеки в Берліні, що входить до комплексу «Культурфоруму».
За концепцією Шаруна, поруч з Берлінською філармонією його учень і партнер в архітектурному бюро Едгар Віснієвскі реалізував свій проект Залу камерної музики та Державного інституту музикознавства з Музеєм музичних інструментів. Свій золотавий колір, задуманий ще Шаруном, фасад філармонії набув у 1980-ті роки після обробки алюмінієвими пластинами, пофарбованими в золотий колір, спочатку з міркувань економії фасад був просто пофарбований охрою.

## Визнання
- 1954 — Почесний доктор Берлінського технічного університету;
- 1954 — Премія Фріца Шумахера, Гамбург;
- 1955 — Берлінська премія мистецтва;
- 1959 — Орден «За заслуги перед Федеративною Республікою Німеччина»;
- 1962 — Почесний сенатор Берлінського технічного університету;
- 1964 — Велика премія Спілки німецьких архітекторів
- 1965 — Почесний доктор Римського університету
- 1965 — Премія Огуста Перре
- 1969 — Почесний громадянин міста Берліна
- 1970 — Премія Еразма